# Methles indicus
Methles indicus är en skalbaggsart som beskrevs av Régimbart 1899. Methles indicus ingår i släktet Methles och familjen dykare. Inga underarter finns listade i Catalogue of Life.